# Xestoleptura nigroflava
Xestoleptura nigroflava là một loài bọ cánh cứng trong họ Cerambycidae.